# KYUNG-HO KIM IV
《KYUNG-HO KIM IV (For 2000 AD)》는 김경호의 네 번째 정규 음반이다.
타이틀곡은 비정이다

## 수록곡
| #   | 제목                                          | 작사   | 작곡   | 편곡   | 재생 시간 |
| --- | --------------------------------------------- | ------ | ------ | ------ | --------- |
| 1.  | 〈FOR 2000 AD〉                               | 이현석 | 유주형 | 유주형 | 7:09      |
| 2.  | 〈버려!〉                                     | 이현석 | 이현석 | 이현석 | 3:42      |
| 3.  | 〈화인〉 (火印)                               | 이경   | 유주형 | 유주형 | 4:33      |
| 4.  | 〈이별보다 슬픈 사랑〉                        | 김이곤 | 양정승 | 양정승 | 3:55      |
| 5.  | 〈1052〉                                      | 송재우 | 송재우 | 송재우 | 3:56      |
| 6.  | 〈NON-STOP〉                                  | 김경호 | 김경호 | 유주형 | 3:38      |
| 7.  | 〈내 그리움 널 부를때〉                       | 김태훈 | 강동윤 | 한태수 | 4:20      |
| 8.  | 〈이룰 수 없는 사랑〉                         | 최준영 | 최준영 | 최준영 | 4:48      |
| 9.  | 〈내게로 와〉                                 | 이경   | 유주형 | 유주형 | 3:51      |
| 10. | 〈비정 (非情)TITLE〉                          | 김태훈 | 강동윤 | 강동윤 | 4:07      |
| 11. | 〈ROCK`N ROLL〉                               | 이현석 | 박창곤 | 박창곤 | 4:29      |
| 12. | 〈아름답게 사랑하는 날까지〉 (금지된 사랑 II) | 이경   | 유승범 | 유승범 | 4:45      |

| #   | 제목                                          | 작사   | 작곡   | 편곡   | 재생 시간 |
| --- | --------------------------------------------- | ------ | ------ | ------ | --------- |
| 1.  | 〈FOR 2000 AD〉                               | 이현석 | 유주형 | 유주형 | 7:09      |
| 2.  | 〈버려!〉                                     | 이현석 | 이현석 | 이현석 | 3:42      |
| 3.  | 〈화인〉 (火印)                               | 이경   | 유주형 | 유주형 | 4:33      |
| 4.  | 〈이별보다 슬픈 사랑〉                        | 김이곤 | 양정승 | 양정승 | 3:55      |
| 5.  | 〈1052〉                                      | 송재우 | 송재우 | 송재우 | 3:56      |
| 6.  | 〈NON-STOP〉                                  | 김경호 | 김경호 | 유주형 | 3:38      |
| 7.  | 〈내 그리움 널 부를때〉                       | 김태훈 | 강동윤 | 한태수 | 4:20      |
| 8.  | 〈이룰 수 없는 사랑〉                         | 최준영 | 최준영 | 최준영 | 4:48      |
| 9.  | 〈내게로 와〉                                 | 이경   | 유주형 | 유주형 | 3:51      |
| 10. | 〈비정 (非情)TITLE〉                          | 김태훈 | 강동윤 | 강동윤 | 4:07      |
| 11. | 〈ROCK`N ROLL〉                               | 이현석 | 박창곤 | 박창곤 | 4:29      |
| 12. | 〈아름답게 사랑하는 날까지〉 (금지된 사랑 II) | 이경   | 유승범 | 유승범 | 4:45      |

## 수록곡 세션 정보
1. FOR 2000 AD
- 작사 : 이현석
- 작곡/편곡 : 유주형

- 드럼 : 강수호
- 베이스 : 한철재
- 기타 : 유주형, 박창곤
- 키보드 : 선경희
- 컴퓨터 프로그래밍 : 유주형
- 코러스 : 강명순, 한철재, 김경호, 김수은, 최영주,강혜명, 김호석, 임봉석, 최병광

2. 버려!
- 작사/작곡/편곡 : 이현석

- 기타 : 이현석
- 베이스 : 한철재
- 컴퓨터 프로그래밍 : 이현석
- 코러스 : 한철재, 김경호

3. 화인/火印
- 작사 : 이경
- 작곡/편곡 : 유주형

- 드럼 : 강수호
- 기타 : 유주형
- 베이스 : 한철재
- 키보드 : 선경희
- 컴퓨터 프로그래밍 : 유주형
- 코러스 : 김수은, 최영주, 강혜명, 김호석, 임봉석, 최병광

4. 이별보다 슬픈 사랑
- 작사 : 김이곤
- 작곡/편곡 : 양정승

- 기타 : 송재우
- 컴퓨터 프로그래밍 : 양정승

5. 1052
- 작사/작곡/편곡 : 송재우

- 드럼 : 강수호
- 기타 : 박창곤
- 어쿠스틱 기타 : 함춘호
- 피아노, 오르간 : 선경희
- 피아노 : 최태완
- 컴퓨터 프로그래밍 : 송재우
- 코러스 : 김경호

6. NON-STOP 
- 작사/작곡 : 김경호
- 편곡 : 유주형

- 베이스 : M.M
- 기타 : 송재우
- 컴퓨터 프로그래밍 : 유주형
- 코러스 : 유주형, 김경호

7. 내 그리움 널 부를 때
- 작사 : 김태훈
- 작곡 : 강동윤
- 편곡 : 한태수

- 기타 : 변혁
- 컴퓨터 프로그래밍 : 한태수
- 코러스 : 김경호, 한태수

8. 이룰 수 없는 사랑
- 작사/작곡/편곡 : 최준영

- 베이스 : M.M
- 기타 : 송재우
- 컴퓨터 프로그래밍 : 최준영

9. 내게로 와
- 작사 : 이경
- 작곡/편곡 : 유주형

- 베이스 : M.M
- 기타 : 송재우
- 컴퓨터 프로그래밍 : 유주형
- 코러스 : 유주형, 김경호

10. 비정/非情
- 작사 : 김태훈
- 작곡/편곡 : 강동윤

- 기타 : 변혁
- 컴퓨터 프로그래밍 : 강동윤
- 코러스 : 한태수

11. ROCK`N ROLL
- 작사 : 이현석
- 작곡/편곡 : 박창곤

- 베이스 : 한철재
- 기타 : 박창곤, 유주형
- 컴퓨터 프로그래밍 : 이민우, 박창곤
- 코러스 : 한철재, 김경호, 최효섭

12. 아름답게 사랑하는 날까지 -금지된 사랑 II-
- 작사 : 이경
- 작곡/편곡 : 유승범

- 드럼 : 강수호
- 베이스 : 신현권
- 기타 : 함춘호
- 피아노 : 최태완
- 컴퓨터 프로그래밍 : 이양래
- 코러스 : 김현아, 문지환

## 참여 스텝
- E.X Produced : 김학래
- C.O Produced : 김이곤
- Directed : 유승범, 강린, 유주형, 한철재, 김태훈, 김경호, 송재우, 강동윤, 박창곤, 양정승
- Recording & Mixing Studio : 예당
- Other Recording Studio : 획
- Recording & Mixing Engineer : 정문원
- Assistant Engineer : 이승엽
- Mastering Studio : wave station
- Mastering Engineer : 정도원
- Stylist : 김현량, 오영주
- Graphic Design & Photos : 한명주